# Legio XXII Deiotariana
La Legio XXII Deiotariana (legio vigesima secunda) était une légion romaine levée aux alentours de 48 av. J.-C. et disparue au cours du IIe siècle, peut-être en Palestine lors de la révolte de Bar Kokhba entre 132 et 135, ou bien en Arménie, lors de la défaite d'Elegeia en 161 contre les Parthes. L'existence de la XXII Deiotariana est attestée pour la dernière fois en Égypte en 119.  
Pendant ses deux cents années d'existence, la XXII remplit exclusivement des missions dans les provinces d'Asie et sur les frontières orientales de l'Empire romain. 
Son surnom vient de Déiotaros, roi celte de Galatie, et son emblème était peut-être un symbole Galate.

## À l'origine l'armée du royaume client de Galatie
La légion trouve son origine dans l'armée Galate levée par Deiotaros, roi du peuple celte des Tolistobogii, qui vivait en Galatie, en Asie mineure (actuelle Anatolie en Turquie). Deiotaros devint en 63 av. J.-C. un allié de Pompée, général de la République romaine. Celui-ci le fit roi de tous les peuples celtes, qui étaient connus alors sous le nom de « Galates » (d'où le nom de Galatie donné à la région). 

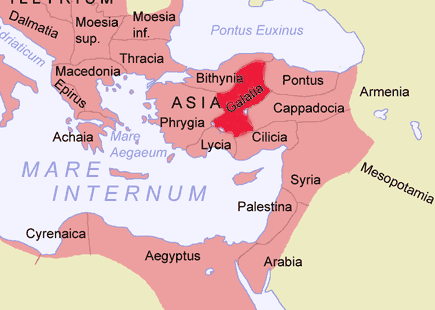
L'Orient romain et l'implantation des communautés galates.

Déiotaros leva une armée et l'entraina grâce aux conseils des Romains. En 48 av. J.-C., elle comprenait 12 000 fantassins et 2 000 cavaliers. Cicéron écrivit qu'elle était divisée en trente cohortes, ce qui était à peu près équivalent à trois légions romaines de l'époque. Cette force soutint les Romains lors de leurs guerres contre le roi Mithridate VI du Pont, et contribua à la victoire romaine dans la Troisième guerre de Mithridate.
À la suite d'une écrasante défaite contre le roi Pharnace II du Pont près de Nicopolis de Cappadoce, les soldats survivants de l'armée de Déiotaros formèrent une simple légion, qui marcha avec Jules César pendant sa campagne victorieuse dans le Pont, et combattit avec lui dans la bataille de Zela en juin 47 av. J.-C. à l'occasion de laquelle, d'après Plutarque, il écrivit le fameux Veni, vidi, vici dans son rapport au Sénat. On ignore ensuite ce qu'il est advenu de cette troupe, mais le nom de la légion laisse supposer qu'elle en fut tirée.

## L'intégration à l'armée impériale et le transfert en Égypte
Quand l'Empire romain intégra le royaume Galate, en -25, cette troupe organisée en légion, qui avait été entraînée et avait combattu sous des commandants romains, est vraisemblablement devenue une part intégrante de l'armée Romaine. Si une telle intégration n'est pas complètement dépourvue de parallèles, elle reste quelque chose d'exceptionnel. Comme Auguste disposait déjà de 21 légions, celle-ci reçut le numéro XXII. Les Galates avaient une réputation de guerriers depuis leur arrivée dans le pays en provenance de la Gaule, au début du IIIe siècle av. J.-C., et les combats qu'ils avaient livrés tout au long de leur histoire. Avec leur intégration dans l'Empire romain, ils formèrent une bonne partie des soldats enrôlés dans les légions stationnées en Orient. Ainsi, l'exploitation des inscriptions trouvées en Égypte contenant des noms de légionnaires montre que 44 % d'entre eux provenaient de Galatie.

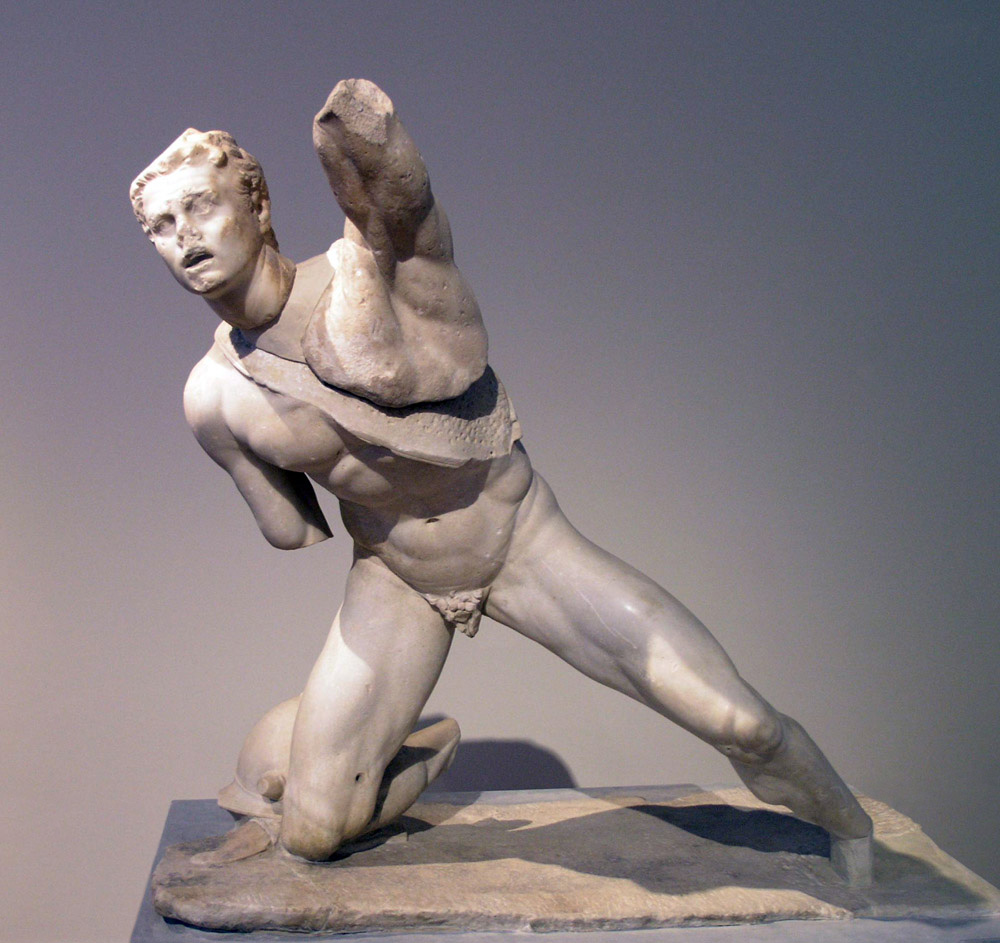
Guerrier galate blessé, statue de Délos, vers 100 av. J.-C., Musée national archéologique d'Athènes

Auguste envoya la XXII en garnison à Nicopolis (à côté d'Alexandrie, en Égypte) avec la III Cyrenaica. Ces deux légions avaient pour tâche de protéger la province égyptienne des périls intérieurs comme extérieurs. Elles devaient notamment surveiller la métropole géante qu'était la ville d'Alexandrie, prompte à l'émeute et partagée par des divisions sociales, ethniques et religieuses. Elles devaient aussi contribuer à la surveillance de l'acheminement du blé destiné à Rome. À la différence des autres provinces, l'Égypte romaine était un domaine réservé de l'empereur et interdite aux sénateurs, sauf autorisation explicite. Comme les autres légions de cette province, la légion XXII, lorsqu'elle était présente en Égypte, n'était donc pas dirigée par un officier sénatorial, mais par un chevalier, elle ne comptait pas non plus de tribun laticlave (jeune officier appartenant à l'ordre sénatorial).
Au début du règne d'Auguste, l'armée d'Égypte fut engagée dans plusieurs campagnes. En 26 av. J.-C., Aelius Gallus, praefectus Aegypti (préfet de l'Égypte), entreprit une campagne contre le royaume de Nubie et une autre pour atteindre l'Arabie heureuse (Arabia Felix), l'actuel Yémen. La campagne s'interrompit rapidement (25 av. J.-C.) en raison des pertes très élevées dans les troupes (Romains, Hébreux et Nabatéens), dues à la faim et aux épidémies. Les pertes ne furent pas compensées, aussi en 23 av. J.-C. les Nubiens, sous la conduite de leur Candace (reine) Amanirenas, prirent l'initiative et attaquèrent les Romains qui se repliaient vers Éléphantine. Le nouveau préfet de l'Égypte, Petronius, obtint des renforts, et après avoir bloqué les Nubiens, remonta le Nil jusqu'à leur capitale de Napata, qu'il mit à sac en 22 av. J.-C.

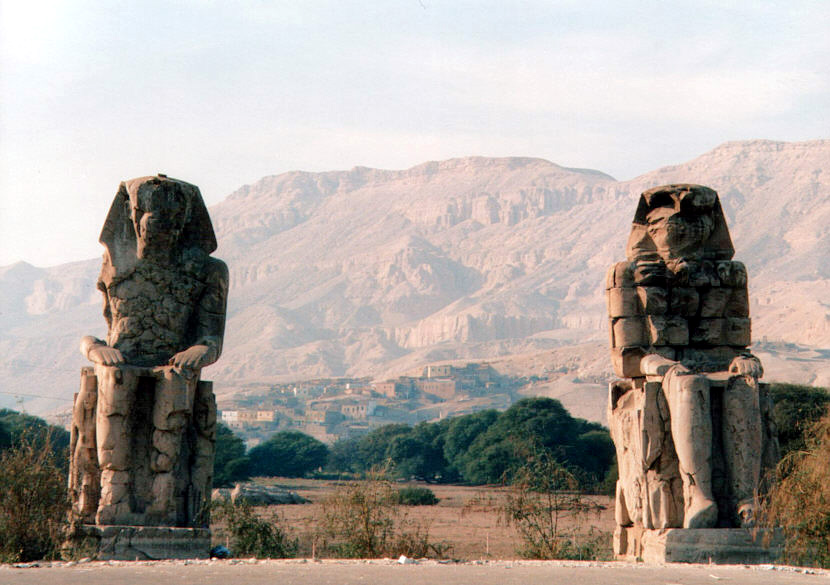
Les colosses de Memnon.

Il est difficile de savoir si la XXII participa à ces campagnes, sa présence en Égypte n'est en effet connue qu'à une date légèrement postérieure : le premier document nous offrant une attestation certaine de la légion est en effet un papyrus égyptien daté de -8, mais l'on peut penser qu'elle fut intégrée à l'armée d'Égypte dès -25
Après ces actions, le front Nubien resta calme pendant une longue période, aussi les légions purent être réaffectées ailleurs. Les légionnaires furent employés non seulement comme soldats, mais aussi comme travailleurs. Certains d'entre eux furent envoyés aux mines de granit du Mons Claudianus. D'autres furent envoyés aux confins de l'Égypte et laissèrent leur nom sur des blocs des Colosses de Memnon.

## Guerres en Orient
Sous Néron, les Romains combattirent de 55 à 63 l'empire Parthe, qui avait envahi le royaume d'Arménie, leur allié. Après avoir reconquis en 60 puis perdu en 62 l'Arménie, les Romains confièrent la XV Apollinaris de  Pannonie à Cn. Domitius Corbulo, légat de Syrie. Corbulo, avec les légions XV Apollinaris, III Gallica, V Macedonica, X Fretensis et la XXII, pénétra en 63 sur le territoire de Vologèse Ier de Parthes, qui rendit le royaume d'Arménie à Tiridate.

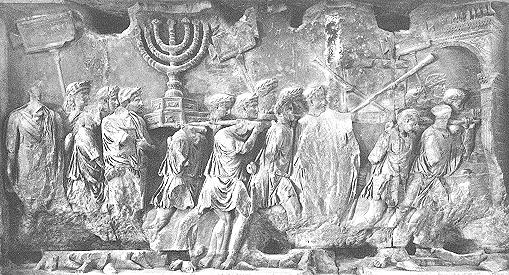
le Sac de Jérusalem par les soldats romains de Titus.

En 66, les zélotes Juifs tuèrent les soldats romains en garnison à Jérusalem. 
Le légat de Syrie, Cestius Gallus, venu reconquérir Jérusalem connut une défaite à la bataille de Beth-Horon où moururent plus de cinq mille fantassins et presque quatre cents cavaliers de la legio XII Fulminata. 
Le général T. Flavius Vespasianus entra alors en Judée en 67 avec les légions V Macedonica, X Fretensis, XV Apollinaris, une vexillation de 1 000 légionnaires de la XXII, et 15 000 soldats des armées alliées en Orient, et entama le siège de Jérusalem en 69. Le siège ne fut achevé que par son fils Titus en 70. En fait en 69, l'« année des quatre empereurs », Flavius Vespasianus senior retourna en Italie pour conquérir le trône impérial après la rébellion de Galba et la mort de Néron. La XXII se rangea aux côtés de Flavius Vespasianus, qui devint empereur.
La légion ne porte explicitement le nom de Deiotariana qu'à une date assez tardive, même si l'on considère qu'elle portait ce nom de manière informelle depuis la période Claudienne. C'est vers 70 que le nom apparaît sur des inscriptions et des papyri.

## Disparition
La dernière mention connue de la XXII Deiotariana date d'une lettre d'Hadrien au Préfet d'Égypte en août 119. En 145, quand une liste officielle des légions fut dressée, le nom de la XXII Deiotariana n'apparaissait plus. Il est possible, mais non certain, que le nom de la légion figure, à l'époque d'Hadrien, à Caesarea et un de ses anciens centurions figure sur une inscription trouvée dans l'ancienne cité de Deva l'actuelle Chester qui peut dater du milieu du deuxième siècle. Ces témoignages restent cependant incertains et mal datés.
Plusieurs hypothèses concernant sa disparition ont été formulées.
On a proposé de lier sa disparition à une violente émeute à Alexandrie en 122.
Il est aussi possible que la XXII Deiotariana ait disparu lors de la révolte de Simon bar Kokhba (132-135).
Une autre éventualité est liée à la défaite d'Elegeia en 161, contre les Parthes. En effet, en 161 le roi parthe Vologèse IV chasse le roi Sohaemus d'Arménie pour le remplacer par Pakoros d'Arménie. Aussi, Severianus Sédatius, gouverneur de la Cappadoce, doit intervenir. Severianus s'avance alors en direction du centre de l'Arménie à la tête de l'armée romaine. À Elegeia, au nord-est de Satala, il rencontre les troupes parthes d'Osroès et est vaincu, son armée subissant une défaite totale selon Dion Cassius.  
On a parfois vu dans la défaite d'Elegeia l'explication de la disparition des légions XXII Deiotariana et IX Hispana.